# Gary Cohn
Gary Cohn (ur. 27 sierpnia 1960) – amerykański bankier.
Był dyrektorem operacyjnym banku Goldman Sachs. Został mianowany szefem rady gospodarczej w administracji prezydenckiej Donalda Trumpa.